# Krzysztof Wysocki (kasztelan)
Krzysztof Wysocki herbu Dryja (zm. w 1632 roku) – kasztelan brzeskokujawski w latach 1625–1631, kasztelan nakielski w latach 1624–1625, starosta gnieźnieński w 1625 roku.
Poseł na sejm 1625 roku z województwa poznańskiego i kaliskiego. Jako senator obecny był na sejmach: 1626 (II), 1628, 1629 (I) i 1629 (II). 
W 1628 i 1629 roku wyznaczony komisarzem z Senatu do zapłaty wojsku koronnemu.